# Ceroplastes rubens
Ceroplastes rubens är en insektsart som beskrevs av William Miles Maskell 1893. Ceroplastes rubens ingår i släktet Ceroplastes och familjen skålsköldlöss. Inga underarter finns listade i Catalogue of Life.

## Bildgalleri

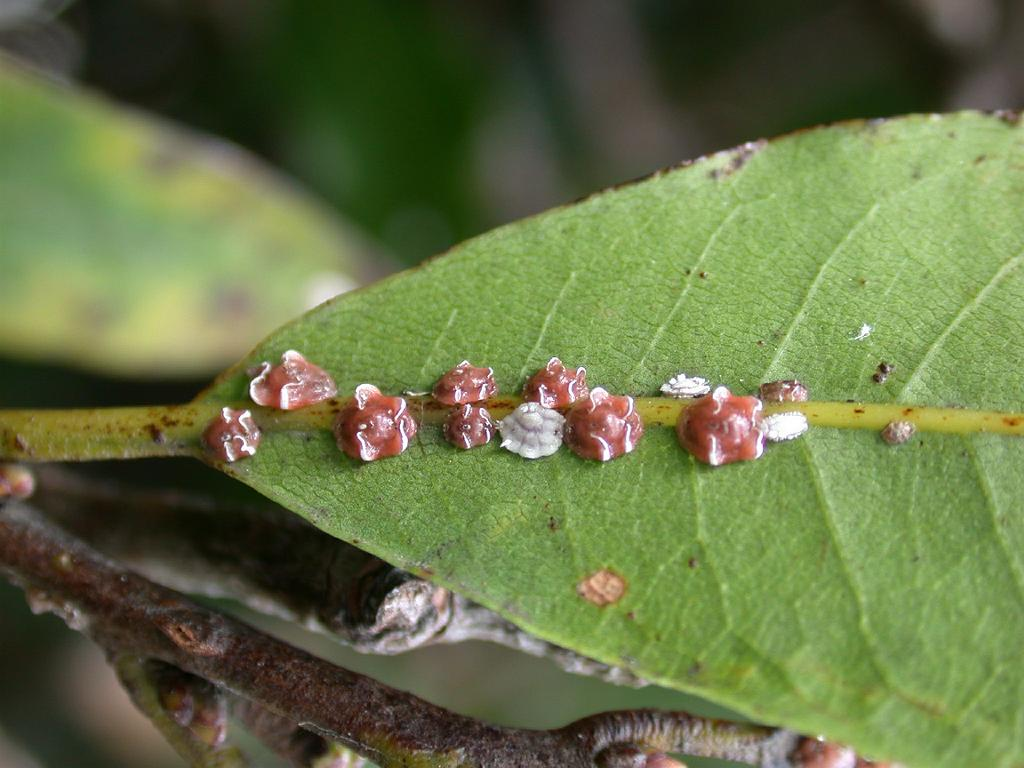